# ОШ „Пале” Пале
ОШ „Пале” једна је од основних школа у општини Пале. Налази се у улици Милана Симовића 26, на Палама.

## Историјат

### 1907—14.
Прве податке о почетку рада основне школе на Палама је дао 1963. године њен први учитељ Крсто Савић из Сарајева који наводи да је школа почела са радом 1. фебруара 1907. године. Спадала је у конфеционалне школе, а посебне заслуге за њено оснивање се придају Ђорђу Грабежу, свештенику са Пала, који је уступио своју парохијску кућу за оснивање паљанске школе. У почетку се настава одвијала у једној соби у парохијском дому.
У први разред 1907. године се уписало тридесет ученика, али су стално пристизали нови. Избијањем преградних зидова је добијена још једна учионица и школа је примила шездесет првака различитих узраста. Православна црквена општина је без икаквих обавеза примила у школу и децу других вероисповести. Године 1907. је изашао штампани наставни план српско–православне основне школе у Босни и Херцеговини, према коме се у школи предавало десет предмета. Одбор српског културног друштва „Просвета” је настојало да даровите ученике, према интересовањима и показаним способностима, шаље на даље школовање.

### 1914—39.
По избијању Првог светског рата све српске школе у Босни и Херцеговини су затворене, обустављен је и рад прве основне школе на Палама. Последице рата на просветном и културном плану су биле у Палама ублажене деловањем Католичке народне основне школе која је у том периоду очувала рад основног образовања, након рата је укинута. Брзи развој привреде доводи до пораста становништва, а са тим и до повећане потребе за већом школом. Године 1919—20. се отвара нова Народна основна школа која је смештена у згради аустроугарске касарне, располагала је са четири учионице. На почетку свога рада је бројала око тридесет ученика, паралелно са развојем места и број се повећавао. Бановинско дечије одмаралиште је садржало четири одељења, ученици су били из тринаест сарајевских основних школа коју је Дечији антитуберкулозни диспанзер упућивао на једномесечни опоравак. Државно дечије одмаралиште је отворено убрзо након завршетка Првог светског рата, за локацију су изабране Пале.

### 1939—88.
Пред Други светски рат школа је бројала 240 ученика, а са одељењем у одмаралишту 280 ученика у седам одељења. У току рата школа је престала са радом, а њену зграду је запосела немачка војска, као и остале школе у Босни и Херцеговини. Након ослобађања Пала, 3. априла 1945. године, од школске зграде су остале само рушевине. У јуну исте године је отпочела настава и трајала је три месеца са три смене. Школске 1946—47. године на Палама је отпочела са радом школа у оквиру Дома ратне сирочади, а уз њу и Дом ратне сирочади за предшколску децу. Међутим, школа у оквиру Дома за ратну сирочад је реорганизована због доласка оболеле деце, након чега је убрзо отворена за оболеле.
Школа на Палама је 1949—50. била једна од неразвијенијих и школа са најтежим условима за рад. Школске 1953—54. године у паљанску осмогодишњу школу су уписана четири одељења нижих разреда са укупно 187 ученика. Због недостатка наставника предметне наставе, неке предмете у одељењима виших разреда су предавали учитељи и апсолвенти више педагошке школе. Наредне 1955—56. године број ученика је порастао на 425. Школске 1956—57. године школа је имала осам одељења нижих и седам одељења виших разреда са укупно 465 ученика. Наредне 1957—58, у односу на претходну школску годину, број одељења првих разреда се удвостручио, уписана су четири одељења од којих су три са преко четрдесет ученика. Садржали су десет одељења нижих разреда са укупно 376 ученика, укупно 596 ученика сврстаних у седамнаест одељења. Године 1958—59. је отворена још једна школа у оквиру некадашњег Соколског дома због повећања броја ученика, међутим, због неповољних услова за рад школа је затворена. Године 1961—62. је почела градња нове школске зграде која није била завршена до почетка школске године па је настава почела 10. септембра 1962. године. Настава је организована у 22 одељења са укупно 867 ученика. Следеће године, 5. децембра, је школа добила назив „Дан младости”.

### 1988—данас
Од 1988—89. године 428 ученика је похађало разредну, а 520 предметну наставу. Године 1991—92. школа добија назив Основна школа „Пале”, који и данас носи. Иако су у априлу почели оружани сукоби школа је радила до маја 1992. године, број ученика се повећао доласком српских избеглица из Сарајева. Основна школа у Прачи је због гранатирања 1992. припојена Основној школи „Пале”. Почетком рата су почеле са радом сеоске школе, 1992—93. године школа на Палама је заједно са подручним школама имала 2498 ученика. Грађански рат је завршен 1995. године, настава се одвијала у три смене и две међусмене. На почетку 2000—01. године школа је имала 1840 ученика, када је проширен капацитет подручне школе у Подграбу.
Године 2003—2004. је извршен прелазак са осмогодишњег на деветогодишње основно образовање, уведена су два страна језика. Поред централне школе на Палама, основној школи су припадале и подручне школе у Подграбу, Подвитезу, Љубогошти, Довлићима, на Булозима, Јасику и Јахорини које су престајале са радом те је на Палама изграђена још једна основна школа која носи назив Основна школа „Србија”.
Данас је школа опремљена кабинетима музичког, ликовног, хемије, биологије, информатике и веронауке. Набављено је 208 персоналних рачунара и опремљено осам електронских учионица у којима се изводи информатичка настава. Ограђено је школско двориште, изграђена настрешница, реновиране свлачионице, набављен школски минибус за превоз ученика, изграђен лифт за ученике са отежаним кретањем, постављена нова столарија, постављена термо–изолациона фасада, извршено утопљавање таванског простора и направљене нове приступне стазе према школи.

## Догађаји
Догађаји основне школе „Пале”:
- Светосавска академија[4]
- Никољдан[5][6]
- Дечија недеља[7]
- Дан проналазача[8]
- Дан борбе против мина[9]
- Европски дан језика[10]
- Светски дан учитеља[11]
- Светски дан јабуке[12]
- Међународни дан без аутомобила[13]
- Међународни дан превенције злостављања и занемаривања деце[14]
- Међународна конференција „Сусрети традиционалног и модерног”[15]
- Манифестација „Мостови пријатељства”[16]
- Манифестација „Српчад Србији”[17]
- Манифестација „Здрава породица — успешна заједница”[18]
- Пројекат „Мисли о природи”[19]
- Пројекат „Уклонимо архитектонске баријере”[6][20]